# Dansul baroc
Dansul baroc a fost un set de stiluri de dans clasic, teatral și social printre clasele superioare europene, care a fost popular în sec. al XVII-lea. Acest dans este un dans istoric și nu mai este la modă. Dansul sa dezvoltat în primul rând în era barocului din Franța și Marea Britanie.